# Kurt Herberts
Kurt Herberts (* 17. Februar 1901 in Barmen; † 20. November 1989) war ein deutscher Chemiker, Unternehmer und Autor. Sein Wuppertaler Lackunternehmen, das er 1927 gründete, verkaufte er 1972 zunächst mehrheitlich und schließlich 1976 mit den restlichen Anteilen an die Hoechst AG. 1999 erwarb das US-amerikanische Unternehmen DuPont die Lackfabrik, die seit 2013 unter der Firma Axalta geführt wird. Die Axalta beschäftigte zuletzt 8300 Mitarbeiter in weltweit 37 Produktionsstätten.

## Leben
Kurt Herberts wurde am 17. Februar 1901 als Sohn des Unternehmers Walter Herberts in Barmen, heute zu Wuppertal gehörig, geboren. Nach dem Abitur begann er ein Chemiestudium an der Technischen Hochschule Stuttgart und wurde Mitglied des Corps Teutonia Stuttgart. 1922 schloss er das Studium mit dem akademischen Grad eines Diplom-Ingenieurs ab. Ein Jahr später wurde er an derselben Hochschule zum Doktor-Ingenieur promoviert. Anschließend ging er 1924 zurück nach Barmen, wo er sein eigenes Unternehmen gründete. Im Jahr 1927 fusionierte er es mit der Lack- und Firnissiederei seines Vaters, die sein Großvater Otto Louis bereits 1866 in Barmen gegründet hatte. Bald schon wurde das Angebot erweitert, unter anderem wurden Kutschen-, Dekorations- und Fußbodenlacke angeboten. Später kamen auch noch Speziallacke für Lokomotiv- und Waggonlackierungen dazu.

## Lackindustrie
Nach der Fusion übernahm Kurt Herberts die Leitung. Er war maßgeblich an der Entwicklung neuer Produkte und Herstellungsverfahren beteiligt, und so stieg das Unternehmen zu einem führenden Hersteller in der Lack- und Farbenindustrie auf. Herberts beauftragte zwischen 1937 und 1944 namhafte Künstler, unter anderem Willi Baumeister, Oskar Schlemmer, Franz Krause, Alfred Lörcher und Georg Muche, die von den Nationalsozialisten geächtet und mit Berufsverbot belegt worden waren, Werbung für sein Unternehmen zu gestalten. In dem eigens geschaffenen Maltechnikum untersuchten die Mitglieder des Wuppertaler Arbeitskreises die Eigenschaften unternehmenseigener Lacke. Er veröffentlichte mehrere Schriften, in denen er die Malerei, besonders die technischen und historischen Hintergründe, behandelte. Außerdem gründete er eine malstoffkundliche Sammlung, die allerdings 1943 im Krieg durch Bomben zerstört wurde. Stattdessen widmete er sich nach Kriegsende dem Aufbau einer umfangreichen Kollektion ostasiatischer Lackkunst, wofür er sich die Unterstützung vieler Fachleute sicherte. In dieser Zeit entwickelte sich sein Unternehmen bedeutend weiter. Nach dem Krieg ließ er durch den Architekten Franz Krause die Villa Herberts im Süden Wuppertals errichten, die er bis zu seinem Tod bewohnte. Sie gehört inzwischen zu dem 2008 eröffneten Skulpturenpark Waldfrieden.
Herberts Industrieglas ist ein bedeutend kleineres Unternehmen, das er zusammen mit seinem Sohn Kurt-Dieter Herberts gründete und das bis heute im Familienbesitz ist.

## Engagement und Ehrungen
Herberts engagierte sich außerdem in vielen Initiativen der Wirtschafts- und Sozialpädagogik. Er gründete eine betriebseigene Schule, um allgemeine und berufliche Bildung miteinander zu kombinieren. Er gründete außerdem die nach ihm benannten Stiftungen zur Förderung von Forschung und Lehre der Wirtschafts- und Sozialpädagogik sowie zur Förderung des Unternehmernachwuchses. In Wuppertal war er maßgeblich am Aufbau zweier Waldorf-Schulen beteiligt.
Er wurde in Würdigung seiner Verdienste 1961 von der Rheinisch-Westfälischen Technischen Hochschule Aachen mit der Ehrendoktorwürde (als Dr. rer. nat. h. c.) ausgezeichnet. Zwei Jahre später wurde er von der Technischen Hochschule Stuttgart zum Senator ehrenhalber ernannt. Die Landesregierung Nordrhein-Westfalens verlieh ihm 1965 den Titel eines Professors, ein Jahr später erhielt er das Große Verdienstkreuz des Verdienstordens der Bundesrepublik Deutschland. Im Jahr 1969 wurde Kurt Herberts der Ehrenring der Stadt Wuppertal verliehen.
Im Jahr 1971 wurde ihm das Megalos-Stavros (Großes Kreuz für Verdienste) durch die Heilige Metropolie von Deutschland und das Exarchat Mitteleuropa verliehen. Zugleich wurde Kurt Herberts zum Ehrenvorsitzenden der griechisch-orthodoxen Gemeinde Wuppertals ernannt (Kirche der Lebensspendenden Quelle).

## Schriften (Auswahl)
- 10.000 Jahre Malerei. 1938.
- Dokumente zur Malstoffgeschichte. 1940.
- Lackierkunst im technischen Zeitalter. 1940.
- Untersuchung über die Anwendbarkeit historischer Malverfahren. 1941.
- Anfänge der Malerei. 1941.
- Aus der Maltechnik geboren. 1942.
- Wände und Wandbild. 1953.
- Die Maltechniken. Mittler zwischen Idee und Gestaltung. 1957.
- Das Buch der ostasiatischen Lackkunst. 1959.
- Brücken zum Unvergänglichen. 1961.
- Verantwortung in der industriellen Gesellschaft. 1971.
- Die Selbstentfremdung des Abendlandes. 1977.